# 卡蘇馬蘇乳酪

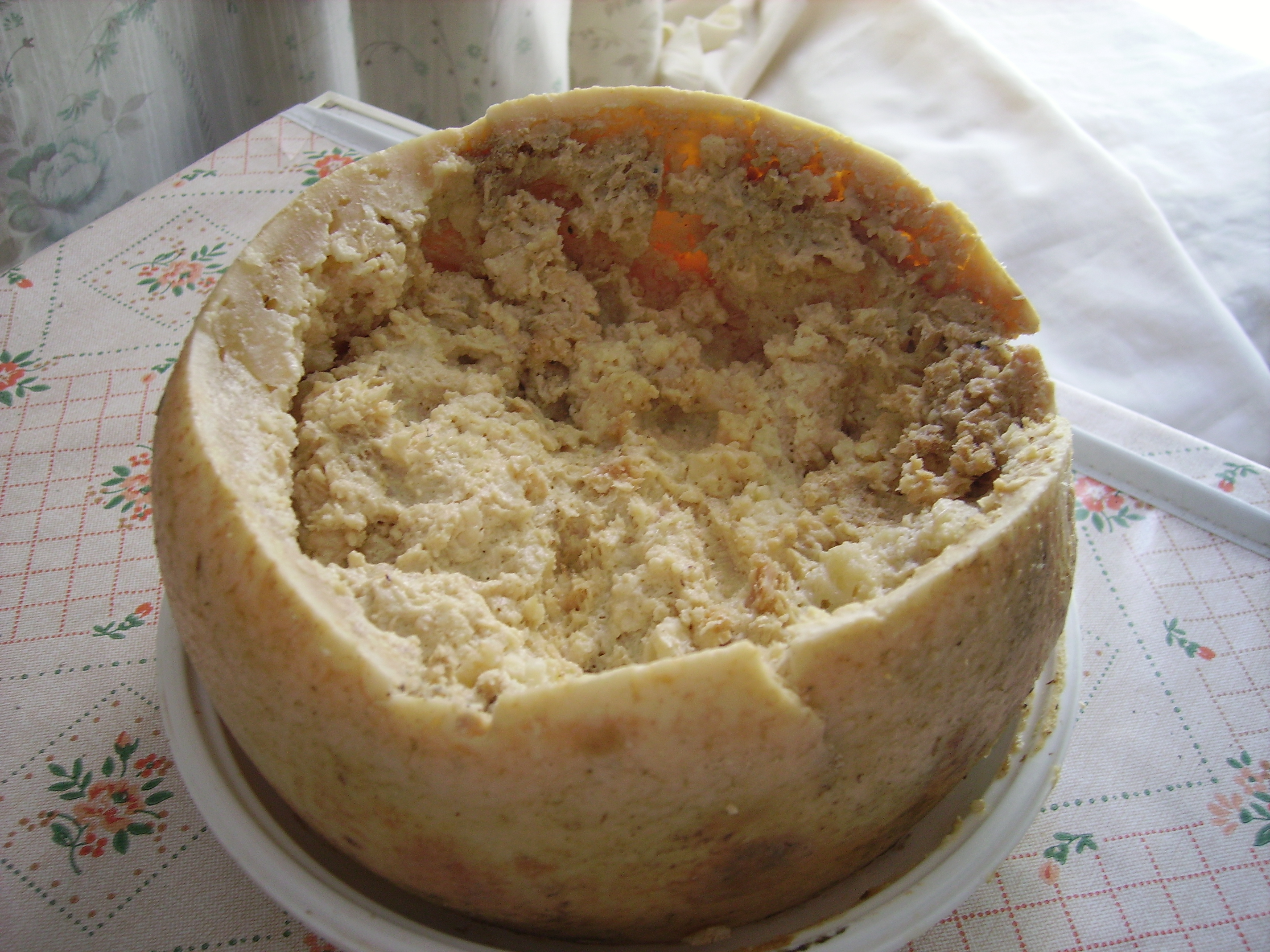
卡蘇馬蘇乳酪

卡蘇馬蘇乳酪（意為「腐臭的乳酪」）又稱活蛆乳酪，是薩丁尼亞傳統羊奶乳酪，以內含活的蒼蠅幼蟲著稱。
它以佩克里諾乳酪為食源，但跳過典型的發酵程序，直接由酪蠅幼蟲的消化作用讓食材「腐爛」。幼蟲是刻意添加物，旨在推動一種特殊層次的發酵，並促進分解乳酪中的乳脂。乳酪的質地隨後變得十分柔軟，並滲出些許汁液（lagrima，意為「眼淚」）。幼蟲是乳白色、半透明的蠕蟲，長約8毫米。幼虫在受到碰触时最高会跳到15厘米高，因此料理過程中要需當心蟲體彈入眼中；食用乳酪前可將幼蟲去除，但有些饕客則選擇連同蟲體一併下肚。
現今歐盟最高法律以衛生為由，取締該乳酪。但仍有許多的業者在市面上非法販賣該乳酪。